# Shahabad
Shahabad là một thị xã của quận Gulbarga thuộc bang Karnataka, Ấn Độ.

## Địa lý
Shahabad có vị trí 17°08′B 76°56′Đ / 17,13°B 76,93°Đ Nó có độ cao trung bình là 391 mét (1282 feet).

## Nhân khẩu
Theo điều tra dân số năm 2001 của Ấn Độ, Shahabad có dân số 50.587 người. Phái nam chiếm 51% tổng số dân và phái nữ chiếm 49%. Shahabad có tỷ lệ 57% biết đọc biết viết, thấp hơn tỷ lệ trung bình toàn quốc là 59,5%: tỷ lệ cho phái nam là 66%, và tỷ lệ cho phái nữ là 48%. Tại Shahabad, 15% dân số nhỏ hơn 6 tuổi.